# Агнес фон Мюнценберг
Агнес фон Мюнценберг (на немски: Agnes von Münzenberg; * пр. 1256; † сл. 1274) е благородничка от Мюнценберг и чрез женитба господарка на замък Шьонеберг/Шоненберг в Северен Хесен.
Тя е шестата дъщеря на Улрих I фон Мюнценберг († 1240) и съпругата му Аделхайд фон Цигенхайн († 1226), вдовица на граф Буркард фон Шарцфелд-Лаутерберг († 1225), дъщеря на граф Рудолф II фон Цигенхайн († 1188) и Мехтхилд от Графство Нида.
През 1255 г. тя наследява заедно с шестте ѝ сестри брат си Улрих II фон Хаген-Мюнценберг († 1255).

## Фамилия
Агнес фон Мюнценберг се омъжва сл. 1238 г. за Конрад II фон Шьонеберг/Шоненберг фогт на Клархолц († сл. 1253), вдовец на София († сл. 1238), син на Бертолд II фон Шоненберг († 1223) и графиня Аделхайд фон Дасел († сл. 1238), дъщеря на граф Лудолф II фон Дасел. Тя е втората му съпруга. Те имат вероятно четири деца:
- Конрад III фон Шоненберг († сл. 1311), господар на Шоненберг, женен за Аделхайд фон Ридт? († сл. 1311)
- Бертолд III фон Шоненберг († сл. 1266), каноник в Бусдорф в Падерборн
- Аелидис фон Шоненберг, омъжена за граф Бурхард фон Цигенберг († сл. 1298)
- Агнес фон Шоненберг († сл. 1321), мистрес в манастир Меер близо до Дюселдорф

Линията Шьонеберг/Шоненберг измира по мъжка линия през 1419 г.
- Замъкът Мюнценберг
- Замъкът Шьонеберг (1655)